# إنتريمو
بلدية إنتريمو (بالإسبانية: Entrimo) هي بلدية تقع في مقاطعة أورينسي التابعة لمنطقة غاليسيا شمال غرب إسبانيا.

## الديموغرافيا
بلغ عدد سكان بلدية إنتريمو 1.398 نسمة عام 2011 (وفقاً للمعهد الوطني للإحصاء الإسباني).
| 1.523 | 1.478 | 1.424 | 1.377 | 1.390 | 1.367 | 1.398 |